# S/2004 S 46
S/2004 S 46は土星の衛星である。S/2004 S 46は、2004年12月12日から2021年7月8日の間に行われた観測によるデータで発見され、2023年5月8日にスコット・S・シェパード、デビッド・C・ジューイット、Edward Ashton、ブレット・J・グラドマン、Jean-Marc Petit、Mike Alexandersenによって発表された。
S/2004 S 46は直径約3キロメートルで、土星から20.214ギガメートル離れた距離を1072.97日の公転周期で周回している。軌道傾斜角は176.0で逆行軌道にあり、軌道離心率は0.229である。S/2004 S 46は北欧群に属し、その軌道傾斜角により黄道面に対する傾きがほぼ0になっている。